# Àrsaces II de Pàrtia
Tiridates (en llatí Tīrĭdātes) és el nom que Flavi Arrià va donar a un segon suposat rei dels parts, germà i successor d'Àrsaces I de Pàrtia. El seu nom de regne seria Àrsaces II (en llatí Arsăcēs).
Els historiadors moderns pensen que no va existir perquè el seu nom és persa i no part i que Àrsaces I va seguir com a rei fins a l'any 214 aC. En el seu temps els parts van ocupar l'Hircània i van sotmetre als amardis. Seleuc II el va derrotar l'any 238 aC però el selèucida va haver de retornar al seu país per fer front a la rebel·lió de son germà Antíoc Híerax i així Tiridates va poder derrotar les forces que Antíoc havia deixat a la part nord-oriental del regne. Hauria mort el 214 aC i l'hauria succeït el seu fill Artaban I de Pàrtia.